# 赫里亚谢瓦托耶
赫里亚休瓦泰（羅馬化：Khriashchuvate），或按俄语译为赫里亚谢瓦托耶（羅馬化：Khryashchevatoye），是位於烏克蘭東部盧甘斯克州的镇。
赫里亞什丘瓦特在2014年秋天頓巴斯戰爭中由卢甘斯克人民共和国控制 ，並在2022年俄占烏克蘭吞併公投後被俄羅斯單方面併吞成為俄占盧甘斯克州的一部份。
赫里亞什丘瓦特在2022年的人口有1216人。